# 阿尔菲·鲍伊
阿尔弗雷德·乔凡尼·隆卡里·鲍伊，OBE（英語： OBE ，1973年9月29日—）是一名英国男高音歌唱家和演员,尤其活跃在音乐剧表演领域。
2010年10月，《悲惨世界》：25周年音乐会在伦敦女王剧院举办，他在《悲惨世界》音乐剧表演中扮演尚萬強，后又在百老汇再次表演。他的表演在国际上广受好评，并因此闻名世界。在百老汇2016年3月29日开始的《寻找梦幻岛》剧中，他一直担任主角。
而且，鲍伊因为2002年巴茨·鲁尔曼执导复演的《波西米亚人》而和表演团队成员共同荣获2003年的托尼奖。
在英国，他已经卖出了一百多万张专辑。

## 背景
鲍伊出生在兰开夏郡的布莱克浦，在弗利特伍德长大，他是家中九个孩子里最小的。他拥有爱尔兰和挪威血统。他的母亲和父亲给他起的意大利名字叫波普·约翰二十三世。他先后在圣沃尔斯坦和圣埃德蒙学校和艾伦主教天主教高中学习。
他最早的音乐记忆来自于他父亲的理查德·陶贝尔的录音带。在他11岁时，他第一次看到了普契尼的歌剧《波希米亚人》。
14岁时，鲍伊在福利特伍德霍尔的音乐老师罗蒂道森举办的“演出之音”演唱会上首次进行公开表演。后来他说，虽然他的演唱只有几行，但是当时非常紧张。
17岁时,鲍伊成为布莱克浦比斯法姆的TVR工厂的学徒技师。
在他平常擦汽车的时候，他和同事一起唱着歌剧的咏叹调享受生活的乐趣。一天，一个从事音乐行業相关的客户无意中听到，並對他留下深刻的印象，客户建议他应该到伦敦的奥义李歌剧公司面试。他的面试成功了，随后放弃了抛光汽车，转而从事歌唱事业。如果当时鲍伊没有能够听从客户的建议去试镜,就会失去这次成功的机会。